# سيدوفوفير
سيدوفوفير (بالإنجليزية:  Cidofovir)‏ هو دواء مضاد للفيروسات يستخدم لعلاج التهابات فيروس مضخم للخلايا (بالإنجليزية:  CMV)‏.
رُخِّص استخدامه لأول مرة في عام 1996.